# Прикарпаття-2
Футбольний клуб «Прикарпаття-2» — колишній український футбольний клуб з Івано-Франківська. Фарм-клуб івано-франківського «Прикарпаття». У сезонах 1999/2000 і 2000/2001 виступав у Другій лізі чемпіонату України.

## Всі сезони у незалежній Україні
| Сезон   | Чемпіонат     | Чемпіонат | Чемпіонат | Чемпіонат | Чемпіонат | Чемпіонат | Чемпіонат | Чемпіонат | Кубок | Кубок | Кубок | Кубок | Кубок | Кубок | Кубок | Примітка |
| Сезон   | Ліга          | Місце     | І         | В         | Н         | П         | М         | О         | Етап  | І     | В     | Н     | П     | М     | О     | Примітка |
| ------- | ------------- | --------- | --------- | --------- | --------- | --------- | --------- | --------- | ----- | ----- | ----- | ----- | ----- | ----- | ----- | -------- |
| 1999/00 | Друга Група А | 12 з 16   | 30        | 9         | 4         | 17        | 22−45     | 31        | —     | —     | —     | —     | —     | —     | —     |          |
| 2000/01 | Друга Група А | 16 з 16   | 30        | 5         | 8         | 17        | 16−42     | 23        | —     | —     | —     | —     | —     | —     | —     |          |
| Всього  | Друга         | 2 сезони  | 60        | 14        | 12        | 34        | 38−87     | 40        | —     | —     | —     | —     | —     | —     | —     |          |

## Відомі футболісти
- Володимир Ковалюк
- Владислав Лунгу